# Bramantino

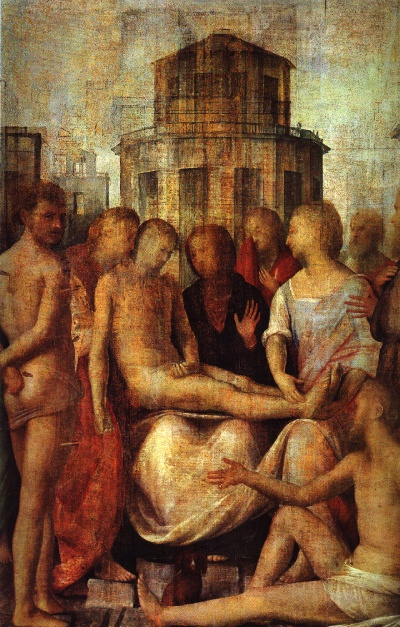
Piëta met Sint Sebastiaan en Sint Rochus (einde 15e eeuw) van Bramantino

Bartolomeo Suardi, beter bekend als Bramantino (Milaan, ca. 1465 - aldaar, ca. 1530), was een Italiaans schilder en architect uit de Italiaanse renaissance die vooral actief was in zijn geboortestad Milaan. Hij behoorde tot de Milanese schilderschool en was een leerling van Donato Bramante. Waarschijnlijk als beloning voor zijn trouw aan de familie Sforza tijdens het beleg van Milaan werd hij in 1525 door Francesco Maria Sforza benoemd tot hofschilder en architect.

## Oeuvre
- De Wandtapijten van Trivulzio (Arazzi Trivulzio), Museo d'arte antica, Milaan
- Madonna col Bambino, Boston, Museum of Fine Arts, tempera op doek, 48 cm x 36 cm, (1485)
- Filemone e Bauci, Keulen, Wallraf - Richertz - Museum, tempera op doek, 57 cm x 78 cm (1485 - 1490)
- Uomo di dolori, Lugano, Collection Thyssen - Bornemisza, tempera op doek, 109 cm x 71cm (~1490)
- Argo, fresco, Milaan, Castello Sforzesco, 1490 - 1493
- Natività e santi, Milaan, pinacotheek van Ambrosius, tempera op doek, 86 cm x 85cm (~1495)
- Adorazione dei Magi, Londen, National Gallery, tempera su tavola, 60 x 58, (1501 - 1503)
- Pietà, fresco, Milaan, pinacotheek (prentenkabinet) van Ambrosius (~1504)
- Madonna col Bambino fra san Giacomo e san Luigi, Milaan, klooster Santa Maria delle Grazie, fresco (~1505)
- Madonna col Bambino, New York, Metropolitan Museum, tempera op doek, 34 cm x 28 cm  (1505 - 1507)
- Noli me tangere, Milaan, Castello Sforzesco, fresco 214 cm x 105 cm  (~1507)
- San Giovanni a Patmos, Borromeïsche Eilanden, Isola Bella, Palazzo Borromeo, tempera op doek, 122 x 92 cm (~1509)
- Kruisiging, Milaan, (pinacotheek van Brera), olieverf op doek, 372 cm x 270 cm (1510 - 1511)
- Madonna col Bambino e donatore, Milaan, pinacotheek van Brera, tempera su tavola, 61 cm x 47 cm (~1512)
- Lucrezia, Milaan, Palazzo Serbelloni - Sola Cabiati, tempera op doek, 125 cm x 95 cm (~1512)
- Pietà, Boekarest, Palazzo Reale, tempera op doek, 100 cm  x 80 cm (1518 - 1520)
- Fuga in Egitto, Locarno, heiligdom de la  Madonna del Sasso à Orselina, tempera op doek, 150 cm x 131 cm (1520 - 1522)
- Madonna col Bambino, Columbia, Missouri, University Museum, tempera op doek, 46 cm x 36 cm (~1522)
- Pietà con san Sebastiano e san Giobbe, Mezzana, parrocchiale,tempera op doek, 207 cm x 147 cm (1522 - 1525)
- Pentecoste, Mezzana (parochie), tempera op doek, 207 cm x 147 cm (1522 - 1525)
- Bambino con due angeli, Milaan, pinacotheek van Brera, fresco (~1525)
- Madonna col Bambino e otto santi, Florence, Palazzo Pitti, tempera op doek, 205 cm x 166cm (1525 - 1530)

- Biblioteca Nacional de España: XX1447793
- Bibliothèque nationale de France: cb14650568s (data)
- CiNii: DA07832522
- Gemeinsame Normdatei: 118780891
- Historisch woordenboek van Zwitserland: 018289
- International Standard Name Identifier: 0000 0001 1810 1895
- Library of Congress Control Number: n86861305
- Nationale Bibliotheek van Letland: 000215808
- Nationale Bibliotheek van Tsjechië: xx0300845
- Nationale bibliotheek van Australië: 35870960
- Nationale Bibliotheek van Israël: 987007370956705171
- Nationale Bibliotheek van Polen: a0000003687960
- Nationale en Universitaire bibliotheek Zagreb: 000226122
- Nederlandse Thesaurus van Auteursnamen: 115737944
- RKD-Nederlands Instituut voor Kunstgeschiedenis: 254719
- Istituto Centrale per il Catalogo Unico: CFIV016140
- LIBRIS: 178915
- SIKART: 12368625
- Système universitaire de documentation: 098973495
- Trove: 1124539
- Union List of Artist Names: 500005572
- Virtual International Authority File: 100168678
- WorldCat: E39PBJkp7HpJ6qQRGD6GrCvbVC